# 希西家

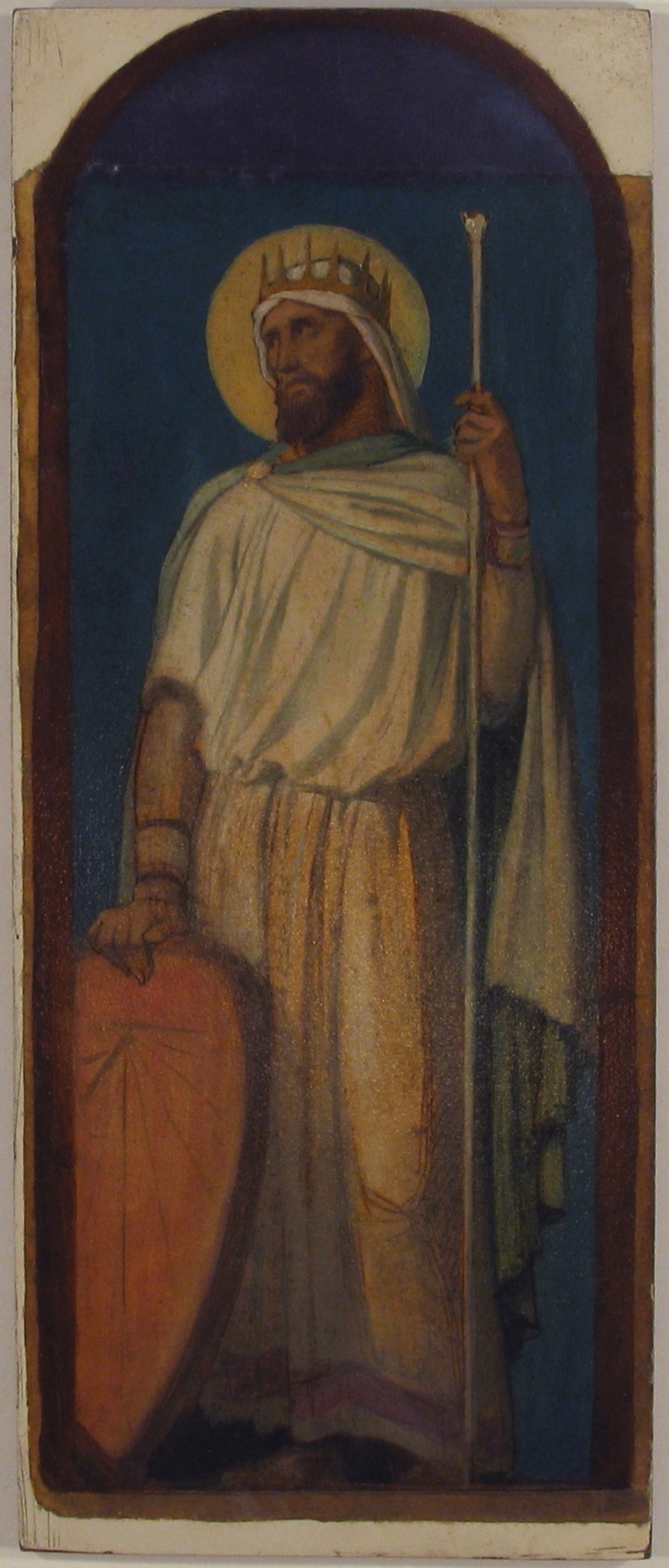
希西家畫像

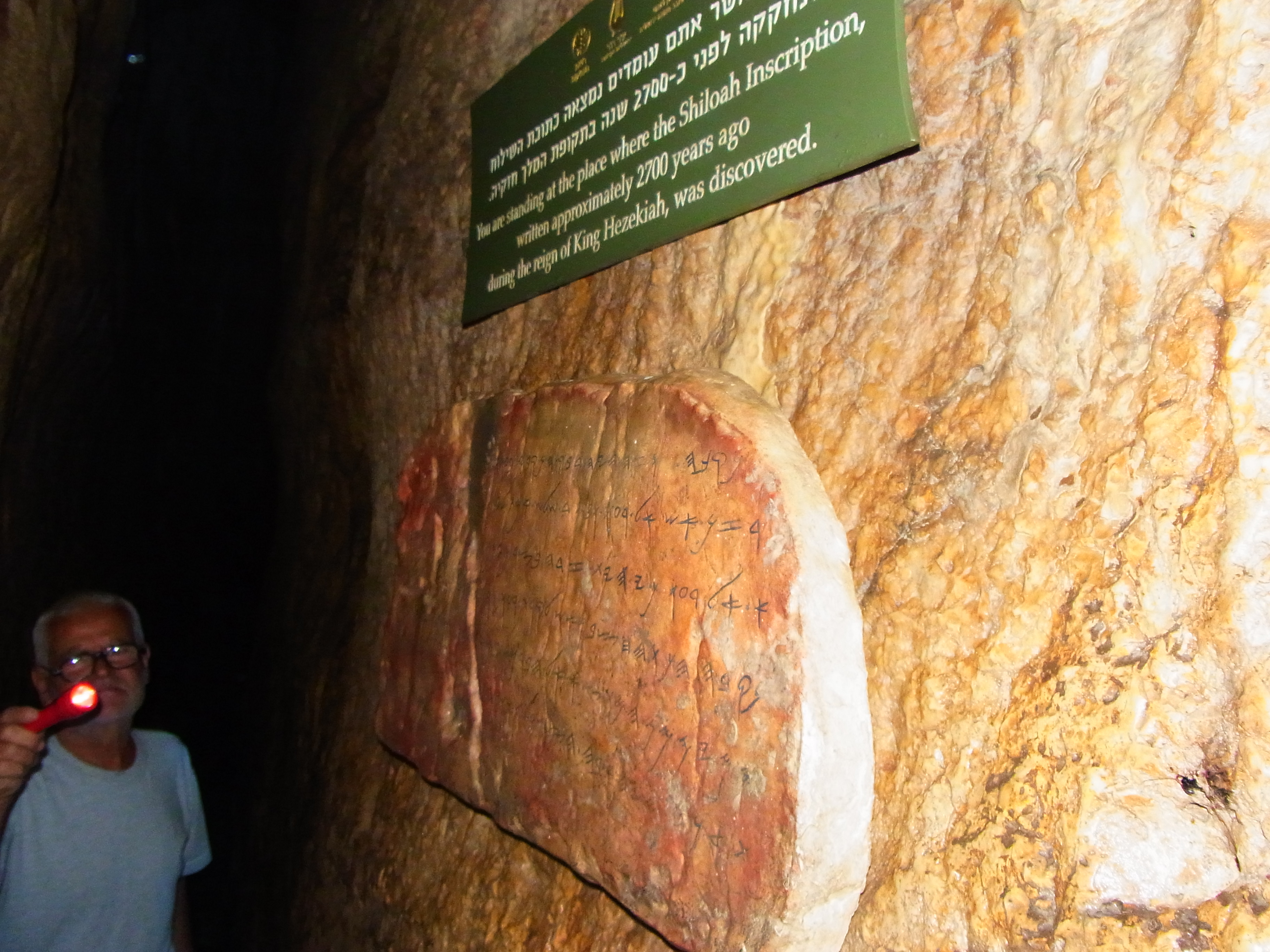
猶大王希西家時期的水道及碑文

希西家王（希伯來語：‎，前741年—前687年）天主教譯為希則克雅，是猶大王国末年的君主，也是猶大國歷史中極尊重耶和華神的君王，在位29年。終年54歲。他在位的年份有兩種說法：其一是前715年–前687年；另一種是前716年–前687年。他的德行在其前後的猶大列王中，没有一個能及他。其希伯來名字的意思是“被神加力量”。

## 簡歷
希西家的父親亞哈斯是一個背逆耶和華神的君王。因此在希西家當政之初的猶大國，無論政治，宗教上都极其黑暗。根據《聖經》記載，因为北國以色列被亞述攻滅，亞述王可以趁勢来攻打猶大國；又猶大的先王亞哈斯曾封鎖了聖殿之路，引導舉國崇拜偶像，大大得罪耶和華神。若非耶和華神的憐憫，為了堅定向大衛家所說的應許，猶大國的暫得幸存。希西家在二十五歲就登基作王，且正在國家危急之秋，由於行耶和華神眼中看為正的事，因而得耶和華神的憐憫，得以成功脫離亞述大軍的攻擊和一場致死的大病。他樂於聽從當代先知以賽亞的指導，使他為耶和華神大發熱心。
根據《希伯来聖經·歷代志》的記載，由於希西家積極倡導百姓重新敬拜耶和華神，並遵守耶和華神的命令，所以被猶太人認為是一位好君王。不過，他亦曾作了一件糊塗事，就是容許巴比倫王的使者，參觀自己的寶庫和武庫。其後，耶和華神通過以賽亞先知提出責備，並預言巴比倫將來要擄走他们，也要擄走所有的財物。希西家王顯榮自己的寶物，成為了巴比倫進攻聖地耶路撒冷的重要情報。

## 德政

### 復興信仰
- 除去偶像──希西家執政後，眼見全國各地充滿巴力與亞斯他錄（Astarte）等異教的偶像崇拜，耶和華神的聖殿幾乎變成馬廄。遠在八百年前，摩西所造的銅蛇也成了偶像而受敬拜。希西家登基的元年正月，他召集一切祭司和利未人開始除滅一切偶像，原作為紀念的銅蛇也斷然除掉，以恢復向耶和華神的敬拜。
- 守逾越節──同时，也從猶大全地召集百姓，又召北方國家各支派（虽然北方支派已被亚述掳去而分散）。他寄信至全境每一個角落，邀請他們守逾越節，舉國百姓的信仰因而復興。希西家热心地为耶和華神做事，結果得蒙耶和華神喜悦，國事亨通。

### 戰勝亞述
- 亞述壓境──當亞述併吞北國以色列之後，便揮軍攻打猶大國，猶大各城鎮在亞述强敵壓境之下，節節敗退，消息傳到首都耶路撒冷。
- 求告於耶和華神──希西家面臨亞述大军壓境，國家危在旦夕，同時又遭受敵人的羞辱。《聖經》記載，他退到耶和華神面前禱告，並且差人去見先知以賽亞求指引。先知回報國王：“耶和華如此說，你聽見亞述王的僕人褻瀆我的話，不要懼怕，我必驚動他的心；他要聽見風聲就歸回本地，我必使他在那裏，倒在刀下”（列王紀下19章5－7節）。亞述大軍見猶大國不肯屈服，又恐古實王趕來援助猶大國。於是，亞述王西拿基立命使者送上一封戰信给希西家王，希西家在耶和華面前展开戰信，虔誠的信靠耶和華神，求耶和華垂聽鑑察。其後，耶和華神派一天使一夜之間擊殺了亞述全军，只餘下亞述王西拿基立。此戰事與巳出土之石柱所記載的亞述歷史有吻合之處。

## 聖經相關章節
- 《列王紀下》第16章20節
- 《列王紀下》第18-20章
- 《歷代志下》第29-32章
- 《以賽亞書》第36-39章